# Mélanie Renaud
Pour les articles homonymes, voir Renaud.
Mélanie Renaud, née le 9 septembre 1981 à Bainet en Haïti et morte le 14 mai 2024 à La Prairie au Québec, est une auteure-compositrice-interprète québécoise d'origine haïtienne.
Elle s'est fait connaître avec son album de 2000 Ma Liberté, dont la chanson J'm'en Veux lui a valu le prix Félix de la révélation en 2002. Elle a également joué au théâtre dans les comédies musicales Les Dix Commandements et Notre-Dame de Paris. Les albums Mélanie Renaud (2005) et Feux d'Artifice (2008) .
En 2012 elle publie What's Going On, un album de reprises anglophones qui reçoit un accueil positif. Malgré un cancer, elle présente son cinquième album Fil de fer en 2017.

## Biographie
Née le 9 septembre 1981 à Bainet en Haïti, Mélanie Renaud est adoptée à l'âge de huit mois par des parents Québécois.
Son père adoptif se nomme Serge, sa mère Nicole, des catholiques pratiquants. Elle a une sœur nommée Lucie qui a aussi été adoptée ainsi que deux frères nommés Daniel et Michel.

### Carrière

#### Débuts,Ma Liberté& théâtre (1998-2003)
Débutant comme choriste au sein de la formation hip-hop Rainmen, Mélanie Renaud est remarquée du grand public pour la première fois en 1998 à l'âge de 16 ans, lors du Festival international de la chanson de Granby, où elle parvient en finale.
À dix-sept ans, elle suit durant six mois un cours en technique vocale à l'école ProChant et elle met aussitôt en pratique son apprentissage en occupant un travail à temps partiel dans le domaine des télégrammes chantés.
À dix-huit ans, elle collabore avec Éric Lapointe en tant que choriste sur la chanson à succès Mon Ange.
En 2000 sort son premier album Ma Liberté, dont elle signe la plupart des textes. On y retrouve également la chanson J'm'en Veux qui permettra à la chanteuse de se faire connaître auprès du public québécois.
En 2002, l'album est récompensé du prix de l'album francophone de l'année aux Canadian Independent Music Awards et plus tard dans l'année, elle remporte le prix Félix de la révélation de l'année au gala de l'ADISQ. La même année, elle fait partie de la distribution québécoise de la pièce de théâtre Les Dix Commandements au Théâtre Saint-Denis du 20 mars au 14 avril. Malheureusement la série de spectacles prendra fin le 7 avril.
En 2003, elle collabore avec Corneille est l'auteur et compositeur pour la chanson Vivre pour soi de la campagne Aimer Sans Violence qui est soutenue par le gouvernement du Québec. La même année, elle fait une apparition en tant qu'invitée à l'émission Star Académie pour chanter son succès J'm'en Veux en duo avec Wilfred LeBouthillier.

#### Mélanie RenaudetNotre-Dame de Paris(2004-2006)
Son second album intitulé Mélanie Renaud paraît le 5 mars 2005, l'album aux sonorité pop est un échec commercial qui la mettra dans le doute, voire abandonné par certains membres de son entourage professionnel.
Je me suis vraiment demandé si je voulais encore chanter.
Lors du spectacle de la fête nationale du Québec de l'été 2005, elle interprète L'amour Existe Encore, une chanson écrite par Luc Plamondon. Au même moment, l'auteur-compositeur assista à la prestation et décide de lui offrir le rôle d'Esméralda dans sa comédie musicale Notre-Dame de Paris.
La meilleure Esméralda à ce jour. - Luc Plamondon[réf. nécessaire] 
Son aventure commence le mois suivant au Centre Bell du 6 au 23 juillet 2005. Plus tard, Luc Plamondon et producteur français Charles Talar lui offre à nouveau le rôle cette fois-ci en France au Palais des congrès de Paris du 2 décembre au 1er janvier 2006.
Au début de 2006, elle retourne pour la première fois en Haïti depuis son adoption et reprend contact avec sa famille. Elle habite dans un couvent d'une tante religieuse durant son séjour et en profite pour visiter des orphelinats. Elle n'y restera qu'une semaine. Pendant ce voyage, Renaud compose Je Reviens Chez Moi qui se retrouvera sur son troisième album.
Elle participe parmi plusieurs artistes à la cérémonie de clôture des premiers Outgames mondiaux le 5 août 2006 devant 32 000 spectateurs au Stade olympique de Montréal. Elle chantera la chanson Kiss et fera un trio avec Marie-Chantal Toupin et Marjo en interprétant Le Temps.
En septembre, elle est invitée parmi d'autres artistes pour les 15 ans du groupe Les Respectables qui a lieu au Centre Bell. Elle y fera duo sur la chanson La seule chose que tu me dois. Cette chanson se retrouvera sur l'album Live Au Centre Bell, 22 septembre 2006 sorti le 21 novembre 2006.

#### Feux d'Artifice, nouvelle image (2007-2010)
Le 2 octobre 2007, l'album Les Boys - Les Hits de la série télé où elle y interprète Tu Ne Sauras Jamais du groupe Les B.B..

L'année suivante, elle parait son troisième album, Feux d'Artifice. Durant le lancement de l'album, Oxfam-Québec annonce que Mélanie devient leur ambassadrice pour Haïti. L'album se distingue des deux précédents avec des teintes R&B et hip-hop.
Je sais que c'est un risque, de faire une musique comme celle-là au Québec, mais j'avais envie d'interpréter des pièces qui s'inspirent de la musique que j'écoute, du Alicia Keys, du Beyoncé, du Justin Timberlake. Je voulais quelque chose qui bouge, quelque chose d'urbain, d'actuel et de très américain, mais en français. - Mélanie Renaud
Elle fait la couverture du magazine Summum, numéro 57 (décembre 2008/janvier 2009).

Le 15 avril 2009, parait Sur les Elles de Gainsbourg, un album de onze reprises de Serge Gainsbourg dans lequel le chanteur français Stéphane Lucas forme des duos avec Renaud et d'autre chanteuse québécoise. La chanteuse interprète Ce Grand Méchant Vous où elle mentionne être à l'aise avec les textes de Gainsbourg et aimer ses tournures de phrases.
J'aime son univers particulier, ses tournures de phrases, il avait un univers tordu et j'aime cette nonchalance le caractérisant. - Mélanie Renaud
Le 23 août 2009, un concert en hommage au défunt Michael Jackson est organisé au Club Soda.

#### What's Going On(2011-2014)
Le 24 avril 2012 sort l'album Elles chantent Cabrel où Mélanie Renaud y interprète Je t’aimais, Je t’aime, Je t’aimerai de Francis Cabrel.

Son quatrième album et son premier album anglophone What's Going On sort le 18 septembre 2012. Réalisé par Guy St-Onge, cet album contient des reprises de chansons aux sonorités soul. Ce projet d'album de reprises était né quelques années plus tôt lors d'un spectacle où elle interpréta la chanson Why de la chanteuse britannique Annie Lennox avec succès.
Son interprétation avait jeté tout le monde par terre. - Nicolas Lemieux, gérant de la chanteuse
Avec What's Going On, elle espère reconquérir le public en projetant une image plus saine que celle donnée par l'album précédent, et elle laisse entendre lors d'un entretien avec un journaliste que Feux d'Artifice n'avait pas marché malgré un son de musique afro-américaine.
Ce n’était pas moi et les gens l’ont vu. - Mélanie Renaud
Le 22 septembre qui suit, Mélanie est parmi les invités à l'émission de Belle et Bum où elle chante trois des chansons de son album, Fever, I Heard It Through the Grapevine et I wish.
Son album de reprises marche bien. Elle exprime aussi le souhait de sortir un album avec ses propres compositions. Dans ce but, elle a commencé à jouer du piano et possède une douzaine de chansons en banque, la majorité en français.
Le chanteur français Alain Barrière lance son album Mes duos d'amours le 8 octobre 2013 à l’Auberge Saint-Gabriel. Il inclut des duos avec plusieurs chanteuses présentées comme étant "les plus belles voix féminines du Québec". Elle accompagne le chanteur sur la chanson Pour la dernière fois.

#### Fil de feret mort (2015-2024)
Le 9 octobre 2016, Mélanie Renaud annonce sur Facebook son retour avec une nouvelle chanson écrite et composée par Dominique Bouffard intitulée Je reste là!.
Le 3 novembre 2016 sort l'album hommage à Raymond Lévesque Chapeau Monsieur Lévesque! où elle interprète Quand les hommes vivront d'amour en compagnie de Luce Dufault et Nanette Workman.
En automne, la chanteuse est diagnostiquée du cancer de l'ovaire qui entraînera des problèmes financiers pour finalement tout perdre. Alors réfugiée chez les sœurs missionnaires du Christ-Roi à Laval, elle se confie à Nathalie Petrowski l'été 2017 où elle lève le voile sur son passé et sur sa dépression qui l'amène à la consommation de marijuana au milieu des années 2000 et de ses albums Mélanie Renard et Feux d’Artifice qui ont été des échecs dont elle n'était aucunement consciente. De plus, son gérant l'aurait congédié en 2012 pour son attitude.

Pendant l'entrevue, la chanteuse dit qu'elle s'est reprise en main après les événements et qu'elle compose de nouvelles chansons et une maquette mais personne n'est intéressé. Finalement, elle renoue avec son gérant Nicolas Lemieux qui l'avait congédiée cinq ans plus tôt et annonce qu'elle enregistre un nouvel album avec Claude Sénécal espérant relancer sa carrière tout en alternant les séances de chimiothérapie et les séances d’enregistrement au studio de Claude Sénécal.
En ce moment, tout ce qui compte, c’est de me replonger dans le métier. Ça me rend heureuse même si j’ai très peur de ne pas réussir. - Mélanie Renaud
Le 6 juillet 2017 sort un single écrit et composé par Claude Sénécal : Laisse le soleil briller.
Le 26 novembre 2017, Mélanie Renaud est l'une des invitées à l'émission Tout le monde en parle pour présenter son nouvel album nommé Fil de fer. L'année suivante, Marie-Chantal Toupin prétend que Mélanie Renaud chanterait certaines chansons de Claude Sénécal qui lui étaient réservées pour son nouvel album.
Le 14 mai 2024, Mélanie Renaud meurt après sept ans de combat contre le cancer de l'ovaire au stade 4 au Centre d’hébergement en soins palliatifs de La Prairie. C'est la maison de production MoonSun Musik qui en fait l'annonce par voie de communiqué aux médias.

### Carrière en France
Malgré avoir interprété le personnage d'Esméralda dans le cadre des représentations de la comédie musicale Notre-Dame de Paris de décembre 2005 à janvier 2006 à Paris, le rêve d'une carrière sur le sol français ne s'est pas concrétisé sur les conseils de son gérant qui jugeait son album trop musiques du monde pour ce marché.

### Vie privée
Mélanie Renaud est d'origine haïtienne, elle a été adoptée et a grandi au Québec.
Elle souhaitait être mère et, en raison de sa ménopause, se serait tournée vers l'adoption[réf. nécessaire].

#### Toxicomanie
Au milieu des années 2000 à Paris, la chanteuse sombre dans une dépression qui l'amène à consommer de la marijuana même si elle n'en a aucun souvenir. À son retour au Québec, elle devient dépendante à la drogue. Depuis l'album Fil de fer, elle a retrouvé un équilibre, avec une consommation récréative intermittente[réf. nécessaire].

## Distinctions
| Année | Catégorie                    | Pour       | Résultat |
| ----- | ---------------------------- | ---------- | -------- |
| 2002  | album francophone de l'année | Ma Liberté | Lauréat  |

| Année | Catégorie                           | Pour                                         | Résultat   |
| ----- | ----------------------------------- | -------------------------------------------- | ---------- |
| 2002  | révélation de l'année               | Mélanie Renaud                               | Lauréat    |
| 2013  | album de l'année - réinterprétation | Elles Chantent Cabrel (avec artistes variés) | Nomination |

## Discographie

### Singles
| année | titre                                | album           |
| ----- | ------------------------------------ | --------------- |
| 2000  | J'm'en Veux                          | Ma Liberté      |
| 2005  | Mon Pays                             | Mélanie Renard  |
| 2008  | Hors-La-Loi                          | Feux d'Artifice |
| 2016  | Je Reste Là                          | Fil de fer      |
| 2017  | Laisse le Soleil Briller             | Fil de fer      |
| 2018  | Réalise-Moi (duo avec Éric Lapointe) | Fil de fer      |

### Collaborations
| année | chanson                          | artiste                      | album                                  |
| ----- | -------------------------------- | ---------------------------- | -------------------------------------- |
| 2003  | Vivre Pour Soi                   | Corneille                    | campagne Aimer sans Violence           |
| 2006  | La Seule Chose que Tu Me Dois    | Les Respectables             | Live au Centre Bell, 22 septembre 2006 |
| 2009  | Ce Grand Méchant Vous            | Stéphane Lucas               | Sur les Elles de Gainsbourg            |
| 2013  | Pour la Dernière Fois            | Alain Barrière               | Mes Duos d'Amour                       |
| 2016  | Quand les Hommes Vivront d'Amour | Luce Dufault Nanette Workman | Chapeau Monsieur Lévesque!             |
| 2017  | C'est Ici que Je Veux Vivre      | Orchestre Symphonique McGill | Montréal Symphonique                   |

### Apparitions
| année | chanson                                | album                                  |
| ----- | -------------------------------------- | -------------------------------------- |
| 1998  | Mon Ange (choriste)                    | À l'Ombre d'un Ange                    |
| 2004  | Minuit, chrétiens                      | Les Étoiles de Noël                    |
| 2006  | Il était une fois nous deux            | Salut Joe!                             |
| 2007  | Les Croissants de Soleil               | Chansons à Gogo                        |
| 2007  | Tu ne Sauras Jamais                    | Les Boys: Les Hits de la Série Télé    |
| 2007  | Il ne Faut pas Pleurer                 | Quand le Country Dit Bonjour, volume 2 |
| 2008  | Tout Ce qu'on Veut pour Noël           | Noël au Québec 2                       |
| 2009  | Je Reviens chez Nous                   | Gala des Prix SOBA vol. 2              |
| 2012  | Je t'aimais, Je t'aime et Je t'aimerai | Elles Chantent Cabrel                  |

## Théâtre
| année     | titre                 | rôle      |
| --------- | --------------------- | --------- |
| 2002      | Les Dix Commandements | Séphora   |
| 2005-2006 | Notre-Dame de Paris   | Esméralda |